# Belisario Frías
Belisario Frías è un comune (corregimiento) della Repubblica di Panama situato nel distretto di San Miguelito, provincia di Panama. Si estende su una superficie di 4,3 km² e conta una popolazione di 44.571 abitanti (censimento 2010).